# 알 재로
알 재로(Alwyn "Al" Lopez Jarreau, 1940년 3월 12일 ~ 2017년 2월 12일)는 미국의 가수이다. 7개의 그래미상을 받았으며, 재즈, R&B, 소울, 팝과 같은 음악을 주 장르로 하고 있다.